# Svahken Sïjte
Svahken Sïjte, även känt som Engerdals Reinbetesdistrikt, är en sydsamisk sïjte och norsk sameby som ligger öster om insjön Femunden i Engerdal Kommun, och Innlandet Fylke. Namnet Svahken Sïjte är sydsamiska, och är en sammanslagning av det sydsamiska namnet på berget Stor-Svuku och det sydsamiska ordet för sita. 
Svahken Sïjte är totalt 1007 km², och sex andelsägare inom reinbetesdistriktet har tillsammans runt 3000 renar. Ungefär 75% av reinbetesdistriktet består av nationalparker och naturreservat.
Norr om Svahken Sïjte ligger reinbetesdistrikten Gåebrien Sïjte och Saanti Sïjte, och österut, på den svenska sidan om gränsen ligger Idre Sameby och Ruvhten Sïjte.